# Ван, Анджела
А́нджела Ван (англ. Angela Wang; 30 июля 1996) — американская фигуристка, выступавшая в одиночном катании. Призёр турниров серии «Челленджер», участница этапов Гран-при и чемпионата четырёх континентов (2018).

## Карьера

#### Ранние годы
Анджела Ван, единственный ребёнок в семье разработчика лекарственных средств Ван Лайсиня и переводчицы Шуянь, родилась в 1996 году, два года спустя, как её родители эмигрировали из Китая в Соединённые Штаты.
Увлеклась фигурным катанием на фоне зимних Олимпийских игр 2002 года, проходившие в её родном городе Солт-Лейк-Сити. В преддверии соревнований было построено множество тренировочных катков, на одном из которых пятилетняя Анджела впервые встала на коньки. Первые шаги в спорте делала под руководством местных наставников Дага Уэбстера и Лизы Крайли. В период тренировок у Крайли молодая фигуристка стала оловянным и бронзовым призёром чемпионата США в пред-юниорских возрастных категориях. Вне льда обучалась в средней школе Уосатч и посещала балетную секцию.

#### Юниорский период
На чемпионате США среди юниоров в 2010 году занимала третье место после исполнения короткой программы на музыку из концерта «Жёлтая река». Во второй день турнира, Ван позиционирующая себя как фигуристка, у которой лучше получается выполнять произвольные программы, не сумела избежать ошибок и опустилась в итоговом протоколе на седьмую строчку. В следующем сезоне получила распределение на один этап юниорского Гран-при, финишировав четвёртой на соревнованиях в Японии. В четырнадцать лет переехала в Колорадо-Спрингс для тренировок у Кристи Кролл и Деймона Аллена.
В сезоне 2012/2013 стала участницей уже двух этапов Гран-при среди юниоров. Завоевала на них золотую и бронзовую медаль, благодаря чему вошла в число шести финалисток серии. Отмечалось, что Ван — всесторонне развитая и сбалансированная фигуристка, сочетающая уверенное исполнение технических элементов и хорошие навыки презентации. Имела в арсенале каскады из прыжков в три оборота, выполняла вращения на высокой скорости с сохранением центровки. На финальном турнире Гран-при, который проходил в России, уступила в соперничестве за бронзу Анне Погорилой. В короткой программе Анджела столкнулась с организационными проблемами на сочинской арене «Айсберг» — при заходе на стартовый каскад на стадионе погас свет.

#### На взрослом уровне
В 2014 году начала состязаться на взрослом уровне. Стала медалисткой турниров Lombardia Trophy и Autumn Classic, входящих в серию «Челленджер», а затем дебютировала в рамках взрослого Гран-при. К чемпионату США подходила в хорошей тренировочной форме, но за неделю до начала соревнований у неё образовалась межпозвоночная грыжа. Сильные боли повлияли на выступления, из-за чего Анджела завершила чемпионат на пятнадцатой позиции.
В сезоне 2015/2016, по наставлению тренера, Ван стала прыгать риттбергер с риппоном, то есть с поднятыми над головой руками во время фазы полёта, что считалось более сложным исполнением, чем привычная техника со скрещенными на груди руками. В свободное время прошла сертификационный курс и стала инструктором по барре. Осенью 2016 года была заявлена на Nebelhorn Trophy и Гран-при США, однако получив травму лодыжки снялась с обоих турниров. После возвращения представила программы на чемпионате страны, а также привезла золото с международного Bavarian Open.
В 2018 году Южная Корея принимала зимние Олимпийские игры, на которых Соединённые Штаты в женском одиночном катании имели три максимально возможные квоты. Основным критерием для формирования состава сборной стали результаты чемпионата США, который проходил за месяц до начала Олимпиады. Анджела после первого дня соревнований на национальном отборе занимала четвёртую строчку судейского протокола, заработав положительные надбавки за качество исполнения на всех элементах. Благодаря такому прокату она впервые за семь проведённых чемпионатов попала в разминку сильнейшей группы участниц. По сумме двух программ опустилась до седьмого итогового места, но осталась довольна, отметив, что это её лучшее выступление на чемпионатах США в карьере. Ассоциация фигурного катания включила Ван в состав сборной на Олимпийские игры и чемпионат мира в качестве третьей запасной, а в заявке на чемпионат четырёх континентов оказалась первой альтернативой. С чемпионата четырёх континентов снялась Эшли Вагнер, вместо которой на турнир в Тайбэе отправилась Анджела Ван. Там показала девятый результат среди двадцати трёх фигуристок. После чего прекратила сотрудничество с тренером Кристи Кролл и начала кататься у Рави Валии в Эдмонтоне.
Под руководством Валии провела один сезон. Её продолжали беспокоить болезни и травмы, из-за чего не могла выйти на лёд. Сосредоточившись на здоровье и восстановлении она завершила соревновательную карьеру, продолжив выступать в ледовых шоу. Обучалась в Университете Колорадо по основной специальности спортивная физиология и дополнительной — психология.

## Программы
| Сезон     | Короткая программа                                | Произвольная программа                                                                |
| --------- | ------------------------------------------------- | ------------------------------------------------------------------------------------- |
| 2018–2019 | - «Praying» Кеша                                  | - «Send In the Clowns» Барбра Стрейзанд                                               |
| 2017–2018 | - «Over the Rainbow» Кэтрин Макфи                 | - «Experience» Людовико Эйнауди                                                       |
| 2016–2017 | - «Over the Rainbow» Кэтрин Макфи                 | - «In the Mood» Гленн Миллер - «Дневник памяти»                                       |

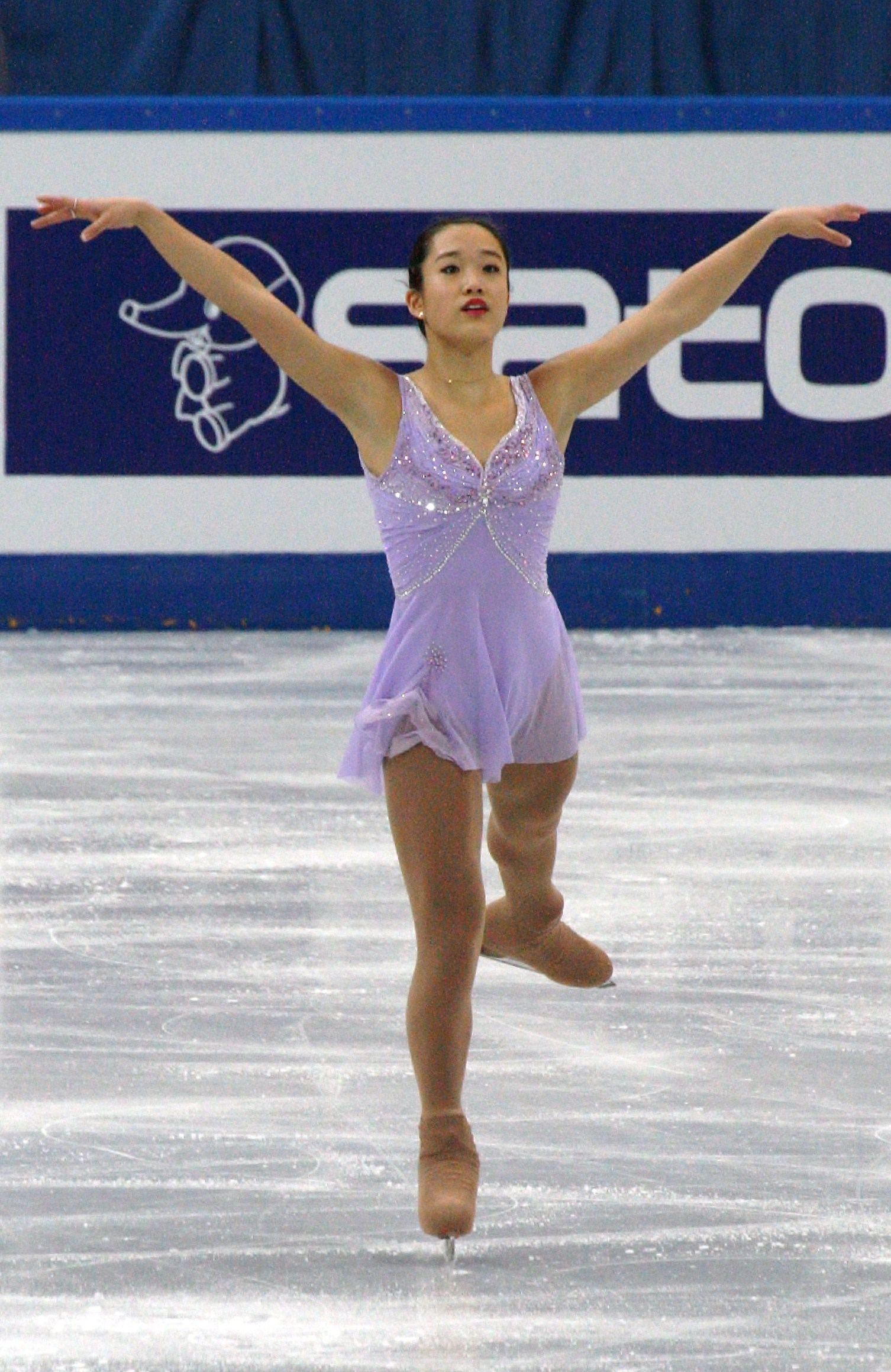
Ван исполняет произвольную программу «Дамы в лиловом» в финале юниорского Гран-при (2012)

| 2015–2016 | - «Paint It Black» Анжель Дюбо                    | - «En Aranjuez con tu Amor» Хоакин Родриго                                            |
| 2014–2015 | - «Paint It Black» Анжель Дюбо                    | - «Papa, Can You Hear Me?» Ицхак Перлман - «The Way He Makes Me Feel» Виртуозы Москвы |
| 2013–2014 | - «A Beautiful Storm» Дженнифер Томас             | - «Ночи в садах Испании» Мануэль де Фалья                                             |
| 2012–2013 | - «Крадущийся тигр, затаившийся дракон» Тань Дунь | - «Дамы в лиловом» Найджел Хесс                                                       |
| 2011–2012 | - «Их собственная лига» Ханс Циммер               | - «Крадущийся тигр, затаившийся дракон» Тань Дунь                                     |
| 2009–2010 | - «Желтая река» в исполнении Лан Лана             | - «Турандот» Джакомо Пуччини                                                          |
| 2008–2009 | - «Nessun dorma» Джакомо Пуччини                  | - «Симфония № 9» Антонин Дворжак                                                      |

## Результаты
| Соревнование                        | 08/09         | 09/10         | 10/11         | 11/12         | 12/13         | 13/14         | 14/15         | 15/16         | 16/17         | 17/18         | 18/19         |
| Международные                       | Международные | Международные | Международные | Международные | Международные | Международные | Международные | Международные | Международные | Международные | Международные |
| ----------------------------------- | ------------- | ------------- | ------------- | ------------- | ------------- | ------------- | ------------- | ------------- | ------------- | ------------- | ------------- |
| Чемпионат четырёх континентов       |               |               |               |               |               |               |               |               |               | 9             |               |
| Этап Гран-при: Хельсинки            |               |               |               |               |               |               |               |               |               |               | 11            |
| Этап Гран-при: NHK Trophy           |               |               |               |               |               |               |               |               |               |               | 11            |
| Этап Гран-при: Trophée Eric Bompard |               |               |               |               |               |               |               | 8             |               |               |               |
| Этап Гран-при: Rostelecom Cup       |               |               |               |               |               |               | 9             |               |               |               |               |
| Челленджер. Finlandia Trophy        |               |               |               |               |               |               |               |               |               | 4             | 8             |
| Челленджер. Tallinn Trophy          |               |               |               |               |               |               |               |               |               | 5             |               |
| Челленджер. Золотой конёк Загреба   |               |               |               |               |               |               |               | 5             |               |               |               |
| Челленджер. U.S. Classic            |               |               |               |               |               |               |               | 3             |               |               |               |
| Челленджер. Autumn Classic          |               |               |               |               |               |               | 2             |               |               |               |               |
| Челленджер. Lombardia Trophy        |               |               |               |               |               |               | 3             |               |               |               |               |
| Philadelphia Summer International   |               |               |               |               |               |               |               |               |               | 2             |               |
| Bavarian Open                       |               |               |               |               |               |               |               |               | 1             |               |               |
| Autumn Classic                      |               |               |               |               |               |               |               | 3             |               |               |               |
| Международные среди юниоров         |               |               |               |               |               |               |               |               |               |               |               |
| Финал юниорского Гран-при           |               |               |               |               | 4             | 6             |               |               |               |               |               |
| Этап юниорского Гран-при: Чехия     |               |               |               |               |               | 5             |               |               |               |               |               |
| Этап юниорского Гран-при: Польша    |               |               |               |               |               | 2             |               |               |               |               |               |
| Этап юниорского Гран-при: Хорватия  |               |               |               |               | 1             |               |               |               |               |               |               |
| Этап юниорского Гран-при: США       |               |               |               |               | 3             |               |               |               |               |               |               |
| Этап юниорского Гран-при: Япония    |               |               | 4             |               |               |               |               |               |               |               |               |
| Национальные                        |               |               |               |               |               |               |               |               |               |               |               |
| Чемпионат США                       |               |               |               | 8             | 9             | 15            | 15            | 10            | 7             | 7             |               |
| Чемпионат США среди юниоров         |               | 7             |               |               |               |               |               |               |               |               |               |
| Чемпионат США среди новичков        | 3             |               |               |               |               |               |               |               |               |               |               |